# Franz Schiewer
Franz Schiewer (né le 15 novembre 1990 à Forst) est un coureur cycliste allemand. Spécialiste de la piste, il est champion d'Allemagne de poursuite par équipes en 2011, 2013, et de la course aux points en 2010, ainsi que double champion d'Europe de demi-fond en 2017 et 2018.

## Palmarès sur route
- 2008
  - 2e de l'Internationale 3-Etappen-Rundfahrt (de)
  - 3e de la Coupe du Président de la Ville de Grudziądz
- 2009
  - Classement général du Tour de Berlin
- 2013
  - 3e du championnat d'Allemagne de la montagne
- 2016
  - 3e du championnat d'Allemagne du contre-la-montre par équipes

## Palmarès sur piste

### Championnats du monde
- Apeldoorn 2011
  - 15e de la course aux points

### Championnats d'Europe
- Saint-Quentin-en-Yvelines 2016
  -  Médaillé d'argent du demi-fond
- Berlin 2017
  -  Champion d'Europe de demi-fond
- 2018
  -  Champion d'Europe de demi-fond

### Championnats nationaux
- 2008
  -  Champion d'Allemagne de poursuite par équipes juniors (avec Nikias Arndt, Michel Koch et Johannes Kahra)
- 2010
  -  Champion d'Allemagne de la course aux points
  - 2e du championnat d'Allemagne de l'américaine
- 2011
  -  Champion d'Allemagne de poursuite par équipes (avec Nikias Arndt, Henning Bommel et Stefan Schäfer)
- 2012
  - 3e du championnat d'Allemagne de course aux points
- 2013
  -  Champion d'Allemagne de poursuite par équipes (avec Roger Kluge, Stefan Schäfer et Felix Donath (de))
- 2014
  - 3e du championnat d'Allemagne de poursuite par équipes
- 2015
  - 3e du championnat d'Allemagne de poursuite par équipes
- 2018
  -  Champion d'Allemagne de demi-fond
- 2020
  - 3e du championnat d'Allemagne de demi-fond